# 鹤鸣镇
鹤鸣镇，原为鹤鸣乡，是中华人民共和国四川省成都市大邑县下辖的一个乡镇级行政单位。2019年12月，撤销雾山乡、鹤鸣乡，设立鹤鸣镇。

## 行政区划
鹤鸣镇下辖以下地区：
仙鹤社区、新民村、山峰村、忠孝村、永和村、联和村和牟家营村。